# 120 Days
120 Days — норвежский музыкальный коллектив, образованный в 2001 году. Первоначально он назывался The Beautiful People и базировался в Кристиансунне, позже участники переехали в Осло. В состав входят Юнас Дал, Арне Квальвик, Хьетиль Овесен и Одне Мейсфьорд.
Выпустив два мини-альбома на лейбле Public Demand, группа подписала контракт с известным норвежским инди-лейблом Smalltown Supersound. 10 октября 2006 года вышел дебютный одноимённый альбом 120 Days, получивший несколько положительных отзывов в североамериканской прессе. Группа провела гастрольное турне по США вскоре после выхода диска. Вернувшись в Осло в 2008 году, музыканты начали работать над материалом для следующей пластинки. В марте 2012 года у группы вышел второй альбом под названием 120 Days II, продюсером которого был Ханс-Петер Линдстрём.
В том же году 120 Days прекратила существование, 8 сентября отыграв последний концерт в Rockefeller Music Hall.

## Дискография
- The Beautiful People EP (2003)
- Sedated Times EP (2004)
- 120 Days (2006)
- 120 Days II (2012)